# Гальвис, Рохелис
Рохелис Гальвис Гонсалес (исп. Galvis Gonzales Rohelys; родилась 13 июня 1999) — тяжелоатлетка из Колумбии, серебряный призёр чемпионата мира 2023 года.  

## Карьера
В 2019 году на юниорском чемпионате Панамерики в категории до 55 кг с результатом 178 кг по сумме двух упражнений, Рохелис завоевала бронзовую медаль. 
На своём дебютном взрослом чемпионате Панамерики в 2021 году, который проходил в Эквадоре, в категории до 55 кг она стала пятой по сумме двух упражнений с результатом 185 кг.
В Саудовской Аравии, где состоялся Чемпионат мира по тяжёлой атлетике 2023 года, колумбийская спортсменка в категории до 55 кг завоевала серебряную медаль чемпионата мира с результатом 201 кг по сумме двух упражнений. Малые серебряные медали в двух упражнениях также достались ей.  

## Спортивные результаты
| Год  | Соревнование   | Место проведения | Весовая категория | Рывок | Толчок | Сумма двоеборья | Место |
| 2023 | Чемпионат мира | Эр-Рияд          | до 55 кг          | 90 кг | 111 кг | 201 кг          | 2     |